# 秘密 (2010年电视剧)
《秘密》是2010年10月15日至12月10日在日本朝日电视台播出的电视连续剧，主演是志田未來、佐佐木藏之介，共九集。每周五晚23:15至24:15播出，平均收视率为9.1%。廣告標語是。題材改编自东野圭吾的同名小说，曾经被拍成电影，于1999年上映，由广末凉子和小林薫主演。

## 简介
《秘密》是朝日电视台第二次将东野圭吾的小说改编成的电视剧。首次改编的是《名侦探的守则》。劇中女主角藻奈美发生意外時的年齡是 16歲，這與原著小說有很大差别，而劇本也因此做了情节上的改动。故事大致依照原著发展，但結局時人物的感情有細微的不同。

## 演职员

### 角色
| - 杉田藻奈美（杉田直子）高中生，因為車禍而讓媽媽的靈魂進到她的肉體 - 志田未来 饰 - 杉田平介 藻奈美的爸爸，直子的丈夫 - 佐佐木藏之介 饰 - 杉田直子 肉體已死- 石田光 饰 - 桥本多恵子 - 本假屋唯香 饰 - 小坂洋太郎 - 桥本哲 饰 - 吉本和子 - 池津祥子 饰 - 藤崎和郎 - 升毅 饰 | - 川边由梨绘 - 林丹丹 饰 - 相馬春樹 - 龙星凉 饰 - 梶川征子 - 堀内敬子 饰 - 梶川幸廣 - 吹越满 饰 - 梶川逸美 - 山內菜菜 饰 - 遇难者家属 - 大森晓美、渡边宪吉 饰 - 三郎（直子的父亲） - 河原さぶ 饰 | - 根岸文也 - 田中圭 饰 - 直子的姐姐 - 村冈希美 饰 - 平介的老同学 - 中田有纪、 矢柴俊博、芋洗坂登郎、铃木美惠 饰 - 妇产科医生 - 一色采子 饰 - 平介的上司 - 大河内浩 饰 - 风俗店女子 - みひろ 饰 - 钟表店店主 - ミッキー・カーチス 饰 |

### 制作人员
- 编剧：吉田紀子
- 导演：唐木希浩、高橋伸之
- 總製作人： 橫地郁英
- 製作人：中川慎子、太田雅晴
- 协助製作：5年D班
- 制片公司：朝日電視台

## 主题曲
- 初音：（作詞、作曲：常田真太郎）

## 播放
| 集数                                          | 播放日期       | 标题 | 导演     | 收视率 |
| --------------------------------------------- | -------------- | ---- | -------- | ------ |
| 1                                             | 2010年10月15日 |      | 唐木希浩 | 10.1%  |
| 2                                             | 2010年10月22日 |      | 唐木希浩 | 8.8%   |
| 3                                             | 2010年10月29日 |      | 高橋伸之 | 8.8%   |
| 4                                             | 2010年11月5日  |      | 高橋伸之 | 8.8%   |
| 5                                             | 2010年11月12日 |      | 唐木希浩 | 9.7%   |
| 6                                             | 2010年11月19日 |      | 日暮謙   | 7.9%   |
| 7                                             | 2010年11月26日 |      | 唐木希浩 | 7.7%   |
| 8                                             | 2010年12月3日  |      | 高橋伸之 | 9.5%   |
| 9                                             | 2010年12月10日 |      | 唐木希浩 | 11.2%  |
| 平均收視率9.17%（收視率來自對關東地區的調查） |                |      |          |        |